# Uma inornata
Espèce
Synonymes
- Uma notata inornata Cope, 1895

Statut de conservation UICN

 EN B1ab(iii)+2ab(iii) : En danger
Uma inornata est une espèce de sauriens de la famille des Phrynosomatidae.

## Répartition
Cette espèce est endémique de la vallée de Coachella dans le comté de Riverside en Californie aux États-Unis.

## Publication originale
- Cope, 1895 : On the species of Uma and Xantusia. The American Naturalist, vol. 29, p. 938-939 (texte intégral).